# Protoanisolarva juarezi
Protoanisolarva juarezi Peñalver, Nel et Pérez-de la Fuente, 2022  es una especie de mosquito fósil del Triásico Medio de Mallorca (Islas Baleares, Mediterránea occidental). El holotipo, el único ejemplar conocido, es una pequeña larva con forma de gusano de 4,8 mm de largo y 0,6 mm de grosor máximo. Su conservación excepcionalmente buena ha permitido clasificarla dentro de los anisopodoideos, un grupo de mosquitos verdaderos (nematóceros) conocidos popularmente como mosquitos de la madera. En el momento de su publicación, se trataba del representante del orden megadiverso de los dípteros más antiguo conocido en el mundo, hasta unos 2 millones de años más antiguo que los dípteros fósiles que se han encontrado en el Grès à Voltzia de centroeuropa.

## Paleoecología y edad
Las larvas de Protoanisolarva juarezi eran unos animales completamente terrestres, aunque muy posiblemente vivían en lugares húmedos cercanos a masas de agua, ya que el holotipo se ha encontrado en un depósito de origen lagunar. Tenían un sistema respiratorio anfipnéustico, con espiráculos anteriores y posteriores. Como sus parientes actuales, probablemente se alimentaban de los hongos que crecían en la madera húmeda en descomposición. Esto concuerda con la descripción del paleoecosistema donde se ha encontrado, consistente en lagunas temporales en márgenes de ríos rodeados de una rica comunidad paleobotánica, reconocida tanto a partir de esporas, polen y restos macrobotánicos. Se desconoce la morfología y paleoecología de las pupas y adultos de esta especie.
El holotipo de Protoanisolarva juarezi se ha datado dentro del Egeano, en la base del Triásico Medio. Se ha encontrado en rocas de la parte alta de la Formación Estellencs, de la que se habían descrito esporas y polen fósiles con esta datación. Adicionalmente, el hallazgo del "concostráceo" Hornestheria aff. Hornestheria sollingensis en los mismos niveles refuerza esta atribución, ya que es una especie característica de la transición Olenekiense-Anisiense. Por último, la presencia de la icnoespecie Prorotodactylus mesaxonichnus en niveles ligeramente infrayacentes pero de la misma unidad litoestratigráfica también apunta a una edad cercana al límite entre el Triásico Inferior y Medio, que es la edad que tiene esta icnoespecie en las otras localidades donde se ha encontrado, en el Pirineo catalán.